# Barycnemis filicornis
Barycnemis filicornis är en stekelart som först beskrevs av Thomson 1889.  Barycnemis filicornis ingår i släktet Barycnemis och familjen brokparasitsteklar. Arten är reproducerande i Sverige. Inga underarter finns listade.